# Алабышевы
Алабышевы — угасший княжеский род, Рюриковичи, ветвь князей Ярославских и дворянский род.
Род князей Алабышевых внесён в Бархатную книгу. В 1682 году при подаче документов в Палату родословных дел, поколенная роспись князей Алабышевых занесена в росписи князей Жировых-Засекиных и Шаховских.

## Княжеский род Алабышевых
У князя Василия Васильевича Ярославского, внука Святого Давида Фёдоровича, был старший сын, князь Иван (ум. 1428). У князя Ивана же Васильевича старший сын князь Роман Иванович, который имел трёх внуков: старший внук Фёдор Фёдорович прозванный "Алабыш", второй — Василий Фёдорович прозванный "Мамон" и третий — Александр Фёдорович прозванный "Алёнка", все трое являются родоначальниками княжеских родов.
Родоначальник — князь Фёдор Фёдорович, прозванием Алабыш (олабыш — круглый хлебец из кислого теста), XX колено от Рюрика, правнук Ярославского владетельного князя Ивана Васильевича. Ездил по приказу великого князя в Тверь переписывать и расчислять население недавно присоединённого Тверского княжества в сохи (1491).
У него было 2 сына: Иван упомянутый в 1500 году сыном боярским, воевода и наместник в Нижнем Новгороде Семён, а также внук окольничий, в 1549 году второй воевода в шведском походе — князь Семён Иванович, с кончиной последнего из них, род князей Алабышевых пресёкся.

## Дворянский род Алабышевых
Василий Николаевич Алабышев (1858—?) — генерал-лейтенант (с 1913) с семейством определениями Санкт-Петербургского дворянского депутатского собрания (15.09.1906 и 16.01.1907) признан в потомственном дворянском достоинстве с внесением во II часть Родословной книги. Данное Определение утверждено указом Правительствующего Сената по Департаменту Герольдии № 2532 (26.10.1909). Жена Юлия Ивановна, 2 детей.

## Описание герба
Щит разделен на четыре части. В первой и четвёртой частях пересеченных волнообразно лазурью и серебром, выходящее из линии пересечения золотое солнце с золотыми лучами. Во второй и третьей, золотых частях, чёрный лев с червлёными глазами и языком, держащий в правой лапе серебряный с золотой рукоятью меч, а в левой червлёные весы. Щит увенчан дворянским коронованным шлемом. Нашлемник: три страусовых пера: среднее золотое, правое лазуревое, левое чёрное. Намёт: справа лазуревый с золотом, слева чёрный с золотом. Девиз: «К СВЕТУ И ПРАВДЕ» золотыми буквами на лазуревой ленте.
Герб Василия Алабышева внесен в Часть 19 Общего гербовника дворянских родов Всероссийской империи, стр. 90.